# Orlando Pessuti
Orlando Pessuti (Califórnia, 10 de março de 1953) é um veterinário e político brasileiro, filiado ao MDB. Foi governador do estado do Paraná. Eleito vice-governador em 2002 e reeleito em 2006, assumiu o governo do estado em 1º de abril de 2010, em razão da renúncia de Roberto Requião, para que pudesse se candidatar ao Senado Federal, e governou até 1º de janeiro de 2011, quando transmitiu o cargo ao governador eleito Beto Richa.

## Carreira política
Descendente de italianos e formado em medicina veterinária pela UFPR, faz parte do quadro de funcionários da Emater-PR. Atua na política paranaense desde 1977. Foi presidente da CEU (Casa do Estudante Universitário). Eleito deputado estadual em 1982, teve como principal base política o Vale do Ivaí. Em 1986 foi reeleito, deputado estadual e constituinte, com 37 723 votos.
De 1986 a 2002, idealizou e presidiu o Bloco Parlamentar Agropecuário, criado na Assembleia Legislativa para defender os interesses dos produtores rurais. Neste período participou da elaboração da Constituição do Estado do Paraná. Foi vice presidente da Assembleia Legislativa do Estado. Em 1991 foi escolhido líder do governo e líder do PMDB, e em 1993 promoveu um encontro dos presidentes das Assembleias Legislativas dos estados do Rio Grande do Sul, Santa Catarina, Paraná e Mato Grosso do Sul.
Ainda em 1993, foi eleito presidente da Assembleia Legislativa do Paraná, ficando na presidência da casa até fevereiro de 1995. Durante a viagem do ex-governador Mário Pereira ao exterior, de 21 a 27 de outubro de 1994, assumiu interinamente o governo do Paraná.
Na eleição de 1994 voltou à Assembléia Legislativa com 44 399 votos. Pessuti ficou entre os cinco candidatos mais bem votados em todo o Paraná. Ocupou desde o primeiro mandato, a presidência de várias comissões, entre elas, as de Agricultura, Indústria e Comércio; de Ecologia e Meio Ambiente; de Saúde Pública e de Recursos Humanos, e foi também relator-geral da Comissão Especial da Lei Orgânica dos Municípios em 1985. Em 1998 foi reeleito pela 5ª vez deputado estadual pelo PMDB com 30 801 votos. No ano seguinte tornou-se líder do PMDB na Assembléia Legislativa. O ano de 1999 foi marcado pela eleição em Recife, Pernambuco, como 1º Vice-Presidente da UNALE (União Nacional dos Legislativos Estaduais). Assumiu a presidência da entidade. Iniciou em 2000 os trabalhos do Comitê Executivo da COPA (Confederação Parlamentar das Américas), entidade que reúne representantes das três Américas, criada entre outras coisas, para discutir a ALCA, Área de Livre Comércio das Américas. Em 2002, em um dos últimos trabalhos como Deputado Estadual, presidiu a CPI dos Alimentos, mais conhecida como CPI do Leite.
Notando a experiência e a seriedade de Orlando Pessuti como Deputado, os eleitores apostaram em Orlando Pessuti como vice-governador do Estado do Paraná em 2002, com o companheiro Governador Roberto Requião. Em 2003 foi nomeado Secretário de Estado da Agricultura e do Abastecimento. Assumiu a presidência do Conselho de Administração das Empresas: Ceasa, Claspar, Codapar, Emater-PR, e Iapar. Em 2006 foi reeleito vice governador do Estado do Paraná, juntamente com Requião. Já em 2007, foi nomeado Coordenador do Conselho Revisor do Governo do Paraná. Em 2008, assumiu a presidência do Comitê para Assuntos da Copa do Mundo de 2014 no Brasil, sendo o Paraná um dos escolhidos para receber a Copa do Mundo de Futebol que acontece em 2014.
Assumiu como diretor administrativo do Banco Regional de Desenvolvimento do Extremo Sul.

### Governo do Paraná
Assumiu o mandato em 1º de abril de 2010, quando o governador até então, Roberto Requião, renunciou.
Foi atuante na campanha política nas eleições 2010, para eleger a presidente Dilma Rousseff.
Em sua administração, surgiu polêmica quando rumores foram divulgados que Pessuti estaria negociando com o governo federal a devolução da concessão dos Portos de Paranaguá e Antonina outorgada ao governo do Estado em 1949. Deputados estaduais requereram na Assembléia Legislativa, atitudes estaduais contra a possível negociação, bem como a mobilização da população do litoral, principalmente dos municípios de Paranaguá e Antonina, para que a gestão dos portos pelo governo federal não fosse aceita.
A Administração dos Portos de Paranaguá e Antonina (Appa) é uma autarquia pública, criada pelo governo do Paraná, em 1947. Atualmente, a autarquia é responsável por gerir os portos paranaenses através do Convênio de Delegação nº. 037/2001, celebrado em 11 de dezembro de 2001 entre o estado do Paraná e a União com validade de 25 anos, que vigorará em 1º de janeiro de 2027, com possibilidade de prorrogação por um novo período.
Pessuti rebateu aos "boatos", disse que sempre defendeu a administração dos portos pelos paranaenses. Afirmou que a notificação foi uma tentativa de calúnia e difamação de gente mal intencionada, criando desavenças políticas dentro do estado do Paraná.
Durante o seu mandato, Pessuti vetou a lei que proíbiria em todo o Estado a apresentação, manutenção e utilização de animais selvagens e domésticos em espetáculos circenses. Entretanto por unanimidade, a Assembleia Legislativa do Paraná derrubou o veto do governador, no final do mês de novembro, a lei tramitava na casa há oito anos, sendo aprovada somente em 2010. A Deputada estadual Rosane Ferreira, que fez o requerimento, foi uma das vozes que defendeu o projeto de lei.
No dia 2 de dezembro de 2010, o governador Pessuti, solicitou o afastamento do cargo para participar da 16ª Conferência da Organização das Nações Unidas sobre Mudanças Climáticas (COP-16), O presidente da Assembleia Legislativa, Nelson Justus, assumiu como governador exercendo o cargo por sete dias.
No dia 3 de março de 2010, o governador Pessuti, recebeu o título de cidadão honorário de Contenda.